# Robert Cieśla
Robert Cieśla (ur. w Rzeszowie) – polski śpiewak operowy (tenor) i pedagog.
Absolwent Akademii Muzycznej im. Fryderyka Chopina w Warszawie (klasa prof. Kazimierza Pustelaka, dyplom z wyróżnieniem w 1988) oraz Uniwersytetu Kardynała Stefana Wyszyńskiego w Warszawie (studia w zakresie psychologii klinicznej ukończone w 2005). Solista niemieckich oper (m.in. w Berlinie, Karlsruhe, Mannheim, Mainz, Saarbrücken).
Pedagog na UMFC w Warszawie. Prowadził także kursy mistrzowskie m.in. w Bari, Rydze, Istambule, Linzu, Pekinie, Walencji. W 2013 otrzymał tytuł profesora sztuk muzycznych.
Brat śpiewaka operowego Ryszarda Cieśli.